# James Aird (Musikverleger)
James Aird (* 1750; † 15. September 1795 begraben in Glasgow) war ein schottischer Musikverleger.

## Wirken
Aird gab ab 1778 unter anderem das Sammelwerk „Selection of Scotch, English, Irish and foreign Airs“ (vier Hefte) heraus. Darüber veröffentlichte posthum sein ehemaliger Geschäftsführer John M'Fadyen zwei weitere Hefte zu dieser Serie.
Das Yankee Doodle wurde in Airds erstem Heft erstmals veröffentlicht.